# H. Upmann

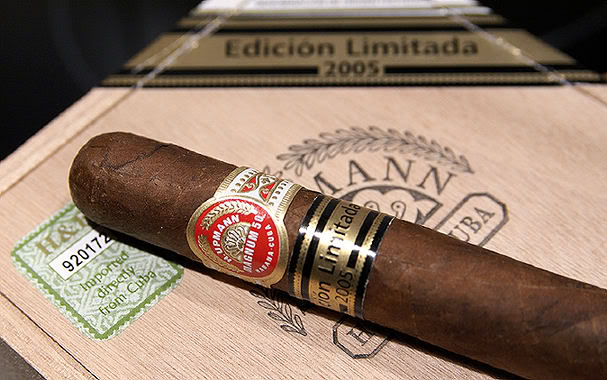
H. Upmann magnum 50 au millésime 2005.

H. Upmann, fondée en 1844, est l'une des plus anciennes marques de cigares.
Les cigares H. Upmann sont fabriqués à deux endroits : sur l'île de Cuba pour la Habanos et à La Romana (République dominicaine) pour Altadis (désormais une branche de Imperial Tobacco).

## Histoire
En 1844, le banquier allemand Herman Upmann ouvre un bureau à La Havane, ce qui lui permet d'envoyer des cigares chez lui en Europe. Upmann sent l'opportunité d'affaires et investit dans une compagnie de cigares en 1844, lançant du même coup la marque H. Upmann. Sa banque disparait dans les années 1920, mais la marque de cigares perdure.
On attribue souvent à Upmann l'idée de vendre les cigares dans des boîtes de cèdre. Ainsi, certaines de ces boîtes identifiées « H. Upmann » étaient utilisées par d'autres fabricants de cigares avant que les Upmann lancent leur compagnie.
À la fin du XIXe siècle, la marque H. Upmann a déjà reçu plusieurs prix internationaux, dont sept médailles d'or. Une image de ces dernières ornent les boîtes de cigares de la marque.

## Activités

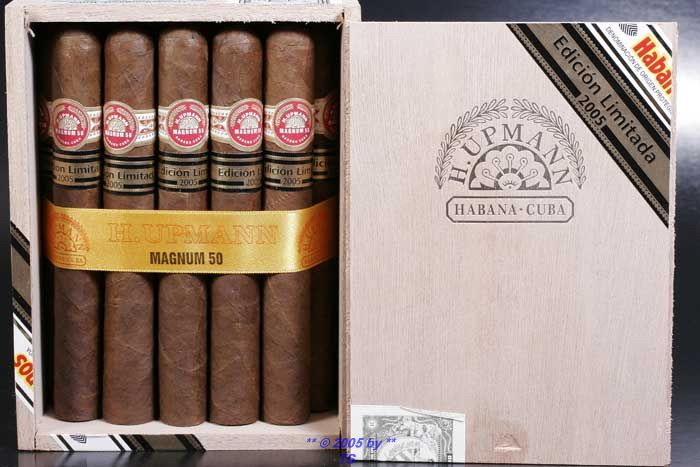
Boîte de cigare H. Upmann.

### Production
Les cigares H. Upmann sont produits exclusivement à partir du tabac récolté dans la région de Vuelta Abajo, et faits main.

### Produits
- Magnum 46
- Magnum 50
- Sir Winston
- Connoisseur No. 1
- Corona Junior
- Half Corona

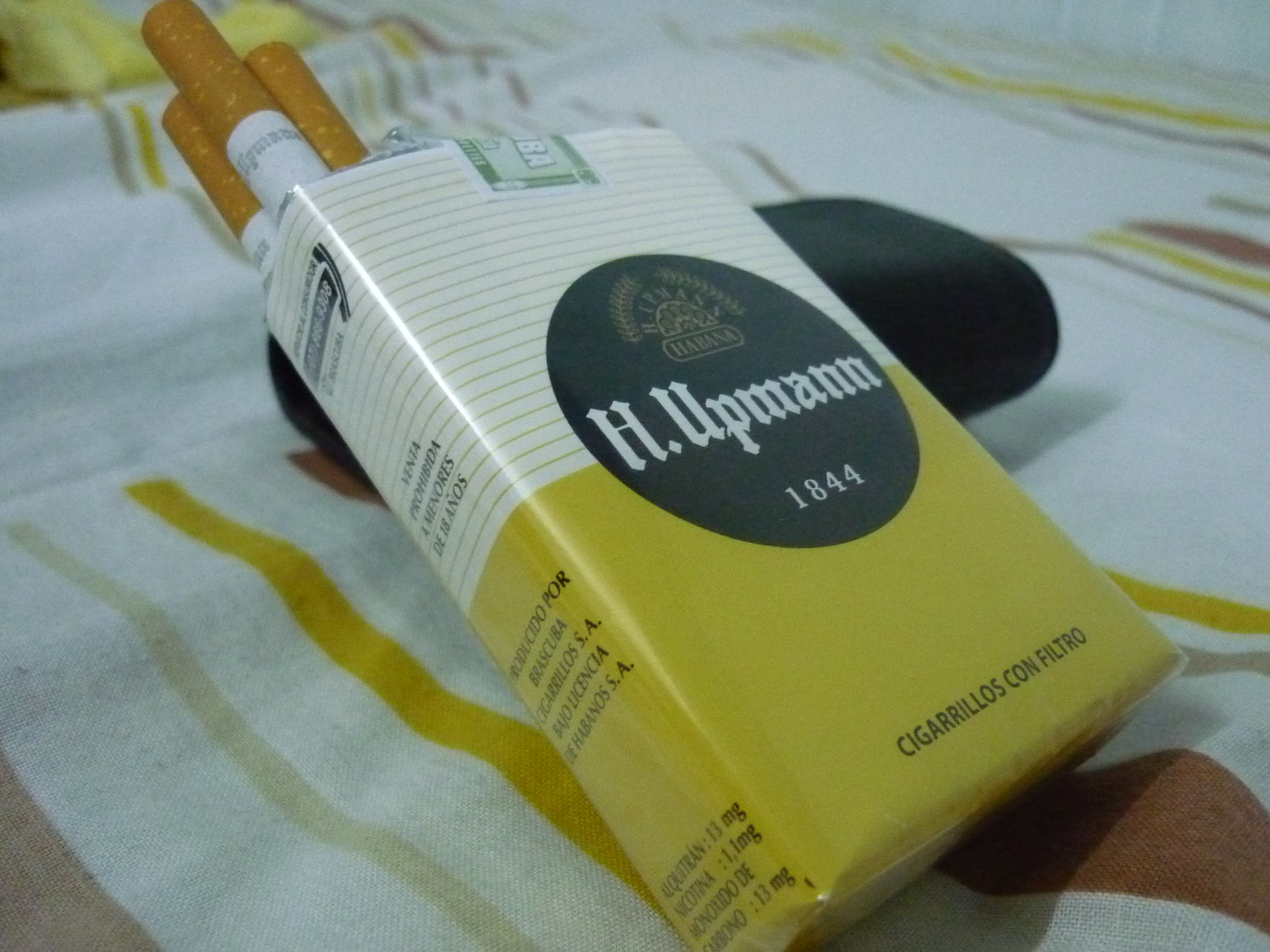
Paquet de cigarettes H. Upmann

H. Upmann produit également des cigarettes.